# Міжнародний кубок чемпіонів 2014
Міжнародний Кубок чемпіонів 2014 — другий розіграш Міжнародного кубка чемпіонів. Відбувся переважно у Сполучених Штатах Америки і лише один матч у Канаді (Торонто). Турнір був проведеній в період з 24 липня по 4 серпня 2014 року. У турнірі взяли участь 8 команд переважно з провідних європейських асоціацій. Переможцем турніру став "Манчестер Юнайтед", що обіграв у фіналі Ліверпуль з рахунком 3-1.
На матчі між "Реал Мадрид" і "Манчестер Юнайтед" на Мічиган Стедіум були присутні 109,318 глядачів, що стало рекордом відвідуваності футбольного матчу у США.

## Склад учасників
| Країна  | Клуб              | Місто     | Конфедерація | Ліга              |
| ------- | ----------------- | --------- | ------------ | ----------------- |
| Англія  | Ліверпуль         | Ліверпуль | УЄФА         | АПЛ               |
| Англія  | Манчестер Сіті    | Манчестер | УЄФА         | АПЛ               |
| Англія  | Манчестер Юнайтед | Манчестер | УЄФА         | АПЛ               |
| Італія  | Мілан             | Мілан     | УЄФА         | Серія A           |
| Італія  | Рома              | Рим       | УЄФА         | Серія A           |
| Італія  | Inter Milan       | Мілан     | УЄФА         | Серія A           |
| Греція  | Олімпіакос        | Пірей     | УЄФА         | Грецька Суперліга |
| Іспанія | Реал Мадрид       | Madrid    | УЄФА         | Ла Ліга           |

## Стадіони
| Денвер                                                                     | Берклі, Каліфорнія                                                                                            | Ландовер, Меріленд                                                                                            | Даллас                                                                |
| -------------------------------------------------------------------------- | --- | --- | --------------------------------------------------------------------- |
| Спортс Ауторіті Філд ет Майл-Хай                                           | Каліфорніа Меморіал Стедіум                                                                                   | FedEx Філд | Коттон Боул Стедіум                                                   |
| 39°44′38″ пн. ш. 105°1′12″ зх. д. / 39.74389° пн. ш. 105.02000° зх. д.     | 37°52′16″ пн. ш. 122°15′1″ зх. д. / 37.87111° пн. ш. 122.25028° зх. д.                                        | 38°54′28″ пн. ш. 76°51′52″ зх. д. / 38.90778° пн. ш. 76.86444° зх. д.                                         | 32°46′47″ пн. ш. 96°45′35″ зх. д. / 32.77972° пн. ш. 96.75972° зх. д. |
| Місткість: 76,125                                                          | Місткість: 62,467                                                                                             | Місткість: 79,000                                                                                             | Місткість: 92,100                                                     |
|                                                                            | | |                                                                       |
| Філадельфія                                                                | Денвер Берклі Даллас Філадельфія Ландовер Піттсбург Чикаго Торонто Нью-Йорк Маямі-Ґарденс Міннеаполіс Шарлотт | Денвер Берклі Даллас Філадельфія Ландовер Піттсбург Чикаго Торонто Нью-Йорк Маямі-Ґарденс Міннеаполіс Шарлотт | Піттсбург                                                             |
| Лінкольн Файненшл Філд                                                     | Денвер Берклі Даллас Філадельфія Ландовер Піттсбург Чикаго Торонто Нью-Йорк Маямі-Ґарденс Міннеаполіс Шарлотт | Денвер Берклі Даллас Філадельфія Ландовер Піттсбург Чикаго Торонто Нью-Йорк Маямі-Ґарденс Міннеаполіс Шарлотт | Хайнц Філд                                                            |
| 37°24′10.8″ пн. ш. 121°58′12″ зх. д. / 37.403000° пн. ш. 121.97000° зх. д. | Денвер Берклі Даллас Філадельфія Ландовер Піттсбург Чикаго Торонто Нью-Йорк Маямі-Ґарденс Міннеаполіс Шарлотт | Денвер Берклі Даллас Філадельфія Ландовер Піттсбург Чикаго Торонто Нью-Йорк Маямі-Ґарденс Міннеаполіс Шарлотт | 40°44′12″ пн. ш. 74°9′1″ зх. д. / 40.73667° пн. ш. 74.15028° зх. д.   |
| Місткість: 69,176                                                          | Денвер Берклі Даллас Філадельфія Ландовер Піттсбург Чикаго Торонто Нью-Йорк Маямі-Ґарденс Міннеаполіс Шарлотт | Денвер Берклі Даллас Філадельфія Ландовер Піттсбург Чикаго Торонто Нью-Йорк Маямі-Ґарденс Міннеаполіс Шарлотт | Місткість: 65,500                                                     |
|                                                                            | Денвер Берклі Даллас Філадельфія Ландовер Піттсбург Чикаго Торонто Нью-Йорк Маямі-Ґарденс Міннеаполіс Шарлотт | Денвер Берклі Даллас Філадельфія Ландовер Піттсбург Чикаго Торонто Нью-Йорк Маямі-Ґарденс Міннеаполіс Шарлотт |                                                                       |
| Енн-Арбор                                                                  | Денвер Берклі Даллас Філадельфія Ландовер Піттсбург Чикаго Торонто Нью-Йорк Маямі-Ґарденс Міннеаполіс Шарлотт | Денвер Берклі Даллас Філадельфія Ландовер Піттсбург Чикаго Торонто Нью-Йорк Маямі-Ґарденс Міннеаполіс Шарлотт | Чикаго                                                                |
| Мічиган Стедіум                                                            | Денвер Берклі Даллас Філадельфія Ландовер Піттсбург Чикаго Торонто Нью-Йорк Маямі-Ґарденс Міннеаполіс Шарлотт | Денвер Берклі Даллас Філадельфія Ландовер Піттсбург Чикаго Торонто Нью-Йорк Маямі-Ґарденс Міннеаполіс Шарлотт | Солджер-філд                                                          |
| Місткість: 109,901                                                         | Денвер Берклі Даллас Філадельфія Ландовер Піттсбург Чикаго Торонто Нью-Йорк Маямі-Ґарденс Міннеаполіс Шарлотт | Денвер Берклі Даллас Філадельфія Ландовер Піттсбург Чикаго Торонто Нью-Йорк Маямі-Ґарденс Міннеаполіс Шарлотт | Місткість: 63,500                                                     |
| 42°15′57″ пн. ш. 83°44′55″ зх. д. / 42.26583° пн. ш. 83.74861° зх. д.      | Денвер Берклі Даллас Філадельфія Ландовер Піттсбург Чикаго Торонто Нью-Йорк Маямі-Ґарденс Міннеаполіс Шарлотт | Денвер Берклі Даллас Філадельфія Ландовер Піттсбург Чикаго Торонто Нью-Йорк Маямі-Ґарденс Міннеаполіс Шарлотт | 41°51′45″ пн. ш. 87°37′0″ зх. д. / 41.86250° пн. ш. 87.61667° зх. д.  |
|                                                                            | Денвер Берклі Даллас Філадельфія Ландовер Піттсбург Чикаго Торонто Нью-Йорк Маямі-Ґарденс Міннеаполіс Шарлотт | Денвер Берклі Даллас Філадельфія Ландовер Піттсбург Чикаго Торонто Нью-Йорк Маямі-Ґарденс Міннеаполіс Шарлотт |                                                                       |
| Нью Йорк Сіті                                                              | Міннеаполіс                                                                                                   | Шарлотт | Маямі-Ґарденс                                                         |
| Янкі Стедіум                                                               | TCF Бенк Стедіум                                                                                              | Бенк оф Америка Стедіум                                                                                       | Сан Лайф Стедіум                                                      |
| 40°49′45″ пн. ш. 73°55′35″ зх. д. / 40.82917° пн. ш. 73.92639° зх. д.      | 44°58′34″ пн. ш. 93°13′30″ зх. д. / 44.976° пн. ш. 93.225° зх. д.                                             | 35°13′33″ пн. ш. 80°51′10″ зх. д. / 35.22583° пн. ш. 80.85278° зх. д.                                         | 25°57′29″ пн. ш. 80°14′20″ зх. д. / 25.95806° пн. ш. 80.23889° зх. д. |
| Місткість: 54,251                                                          | Місткість: 50,805                                                                                             | Місткість74,455                                                                                               | Місткість: 74,918                                                     |
|                                                                            | | |                                                                       |

| Канада                                                                |
| Торонто                                                               |
| --------------------------------------------------------------------- |
| БМО Філд                                                              |
| Місткість: 21,566                                                     |
| 43°37′58″ пн. ш. 79°25′07″ зх. д. / 43.63278° пн. ш. 79.41861° зх. д. |
|                                                                       |

## Регламент
Турнір складався з двох груп по чотири команди: група А і група B. Місця у групах були розіграні за груповою системою в одне коло. Кожна команда у групі зіграла з кожною по одному разу. Переможці кожної групи грали у фіналі на "Сан Лайф стедіум" на 4 серпня 2014 року.
Три бали нараховуються за перемогу в основній час, два - за перемогу у серії післяматчевих пенальті, одне очко - за поразку у серії післяматчевих пенальті, і жодного очка за поразку в основній час. Додаткові показники: результат особистої зустрічі, різниця забитих та пропущених м'ячів, загальна кількість забитих м'ячів

## Груповий етап

### Група A

#### Підсумкова таблиця
| Поз | Команда           | М | В | ВП | ПП | П | МЗ | МП | РМ | О | Кваліфікація             |
| --- | ----------------- | - | - | -- | -- | - | -- | -- | -- | - | ------------------------ |
| 1   | Манчестер Юнайтед | 3 | 2 | 1  | 0  | 0 | 6  | 3  | +3 | 8 | Кваліфікувався до фіналу |
| 2   | Інтернаціонале    | 3 | 1 | 1  | 1  | 0 | 3  | 1  | +2 | 6 |                          |
| 3   | Рома              | 3 | 1 | 0  | 0  | 2 | 3  | 5  | −2 | 3 |                          |
| 4   | Реал Мадрид       | 3 | 0 | 0  | 1  | 2 | 2  | 5  | −3 | 1 |                          |

#### Матчі
| 26 липня 14:10 (MDT) |

| Манчестер Юнайтед                         | 3–2                                       | Рома                                          |
| ----------------------------------------- | ----------------------------------------- | --------------------------------------------- |
| Вейн Руні 36', 45+1' (пен.) Хуан Мата 39' | Report[недоступне посилання з 01.07.2018] | Міралем П'янич 75' Франческо Тотті 89' (пен.) |

| Спортс Ауторіті Філд ет Майл-Хай, Денвер Глядачів: 54,116 Арбітр: Аллен Чепмен (США) |

| 26 липня 15:00 (PDT) |

| Реал Мадрид    | 1–1                                       | Інтернаціонале          |
| -------------- | ----------------------------------------- | ----------------------- |
| Гарет Бейл 10' | Report[недоступне посилання з 01.07.2018] | Мауро Ікарді 68' (пен.) |

| Каліфорніа Меморіал Стедіум, Берклі, Каліфорнія Глядачів: 62,583 Арбітр: Рікардо Салазар (США) |

|                                                                  |       | Пенальті                                                              |  |
| Іско · Лукас Васкес · Начо · Асьєр Ільярраменді · Омар Маскарель | 2 — 3 | Неманья Видич · Юто Нагатомо · Янн М'Віла · Жуан Жезус · Мауро Ікарді |  |

| 29 липня 19:00 (EDT) |

| Манчестер Юнайтед | 0–0                                       | Інтернаціонале |
| ----------------- | ----------------------------------------- | -------------- |
|                   | Report[недоступне посилання з 01.07.2018] |                |

| FedEx Філд, Ландовер, Меріленд Глядачів: 61,238 Арбітр: Едвін Юрішевич (США) |

|                                                                            |       | Пенальті                                                    |  |
| Ешлі Янг · Хав'єр Ернандес · Том Клеверлі · Каґава Сіндзі · Даррен Флетчер | 5 — 3 | Фредді Гуарін · Янн М'Віла · Сафір Таїдер · Марко Андреоллі |  |

| 29 липня 20:15 (CDT) |

| Реал Мадрид | 0–1                                       | Рома                |
| ----------- | ----------------------------------------- | ------------------- |
|             | Report[недоступне посилання з 01.07.2018] | Франческо Тотті 58' |

| Коттон Боул Стедіум, Даллас Глядачів: 57,512 Арбітр: Дрю Фішер (Канада) |

| 2 серпня 13:00 (EDT) |

| Інтернаціонале                     | 2–0                                       | Рома |
| ---------------------------------- | ----------------------------------------- | ---- |
| Неманья Видич 45' Юто Нагатомо 69' | Report[недоступне посилання з 01.07.2018] |      |

| Лінкольн Файненшл філд, Філадельфія Глядачів: 12,169 |

| 2 серпня 16:06 (EDT) |

| Манчестер Юнайтед                     | 3–1                                       | Реал Мадрид           |
| ------------------------------------- | ----------------------------------------- | --------------------- |
| Ешлі Янг 20', 37' Хав'єр Ернандес 80' | Report[недоступне посилання з 01.07.2018] | Гарет Бейл 27' (пен.) |

| Мічиган Стедіум, Енн-Арбор, Мічиган Глядачів: 109,318 Арбітр: Іларіо Грахеда (США) |

### Група B

#### Підсумкова таблиця
| Поз | Команда        | М | В | ВП | ПП | П | ГЗ | ГП | Різ | О | Кваліфікація             |
| --- | -------------- | - | - | -- | -- | - | -- | -- | --- | - | ------------------------ |
| 1   | Ліверпуль      | 3 | 2 | 1  | 0  | 0 | 5  | 2  | +3  | 8 | Кваліфікувався до фіналу |
|     |                |   |   |    |    |   |    |    |     |   |                          |
| 2   | Олімпіакос     | 3 | 1 | 1  | 0  | 1 | 5  | 3  | +2  | 5 |                          |
| 3   | Манчестер Сіті | 3 | 1 | 0  | 2  | 0 | 9  | 5  | +4  | 5 |                          |
| 4   | Мілан          | 3 | 0 | 0  | 0  | 3 | 1  | 10 | −9  | 0 |                          |

#### Матчі
| 24 липня 20:00 (EDT) |

| Олімпіакос                                                            | 3–0                                       | Мілан |
| --------------------------------------------------------------------- | ----------------------------------------- | ----- |
| Алехандро Домінгес 16' Дімітріс Діамантакос 49' Андреас Бухалакіс 77' | Report[недоступне посилання з 01.07.2018] |       |

| БМО Філд, Торонто, Канада Глядачів: 10,603 Арбітр: Сільвіу Петреску (Канада) |

| 27 липня 16:00 (EDT) |

| Мілан             | 1–5                                       | Манчестер Сіті                                                                |
| ----------------- | ----------------------------------------- | ----------------------------------------------------------------------------- |
| Саллі Мунтарі 42' | Report[недоступне посилання з 01.07.2018] | Стеван Йоветич 12', 58' Скотт Сінклер 14' Хесус Навас 23' Келечі Іхеаначо 26' |

| Хайнц Філд, Піттсбург, Пенсільванія Глядачів: 34,347 Арбітр: Армандо Вільяреал (США) |

| 27 липня 17:00 (CDT) |

| Ліверпуль         | 1–0                                       | Олімпіакос |
| ----------------- | ----------------------------------------- | ---------- |
| Рагім Стерлінг 5' | Report[недоступне посилання з 01.07.2018] |            |

| Солджер-філд, Чикаго Глядачів: 36,170 Арбітр: Хосе Карлос Ріверо (США) |

| 30 липня 19:00 (EDT) |

| Манчестер Сіті          | 2–2                                       | Ліверпуль                                |
| ----------------------- | ----------------------------------------- | ---------------------------------------- |
| Стеван Йоветич 53', 67' | Report[недоступне посилання з 01.07.2018] | Джордан Гендерсон 59' Рагім Стерлінг 85' |

| Янкі Стедіум, Бронкс, Нью-Йорк Глядачів: 49,653 Арбітр: Сільвіу Петреску (Канада) |

|                                                              |       | Пенальті                                                      |  |
| Александар Коларов · Яя Туре · Хесус Навас · Келечі Іхеаначо | 1 — 3 | Деніел Старрідж · Емре Джан · Джордан Гендерсон · Лукас Лейва |  |

| 2 серпня 14:00 (CDT) |

| Олімпіакос                    | 2–2                                       | Манчестер Сіті                                   |
| ----------------------------- | ----------------------------------------- | ------------------------------------------------ |
| Дімітріс Діамантакос 37', 66' | Report[недоступне посилання з 01.07.2018] | Стеван Йоветич 35' Александар Коларов 89' (пен.) |

| TCF Бенк Стедіум, Міннеаполіс Глядачів: 34,047 |

| |       | Пенальті |  |
| Харалатіс Ликоганіс · Матьє Доссеві · Дімітріс Коловос · Геворг Казарян · Авраам Пападопулос · Андреас Бухалакіс · Танасіас Папазоглу | 5 — 4 | Давід Сільва · Александар Коларов · Джеймс Мілнер · Скотт Сінклер · Бруно Зукуліні · Йон Гвідетті · Майка Річардс |  |

| 2 серпня 18:30 (EDT) |

| Мілан | 0–2                                       | Ліверпуль              |
| ----- | ----------------------------------------- | ---------------------- |
|       | Report[недоступне посилання з 01.07.2018] | Джо Аллен 17' Сусо 89' |

| Бенк оф Америка Стедіум, Шарлотт, Північна Кароліна Глядачів: 69,364 |

## Фінал
| 4 серпня 20:00 (EDT) |

| Манчестер Юнайтед                              | 3–1                                       | Ліверпуль                  |
| ---------------------------------------------- | ----------------------------------------- | -------------------------- |
| Вейн Руні 55' Хуан Мата 57' Джессі Лінгард 88' | Report[недоступне посилання з 01.07.2018] | Стівен Джеррард 14' (пен.) |

| Сан Лайф Стедіум, Маямі-Ґарденс, Флорида Глядачів: 51,014 |

## Кращі бомбардири
| Rank | Name                 | Team              | Goals |
| ---- | -------------------- | ----------------- | ----- |
| 1    | Стеван Йоветич       | Манчестер Сіті    | 5     |
| 2    | Вейн Руні            | Манчестер Юнайтед | 3     |
| 2    | Дімітріс Діамантакос | Олімпіакос        | 3     |
| 4    | Гарет Бейл           | Реал Мадрид       | 2     |
| 4    | Ешлі Янг             | Манчестер Юнайтед | 2     |
| 4    | Хуан Мата            | Манчестер Юнайтед | 2     |
| 4    | Рагім Стерлінг       | Ліверпуль         | 2     |
| 4    | Франческо Тотті      | Рома              | 2     |

## Зовнішні посилання
- Офіційний Сайт Міжнародного Кубку Чемпіонів